# 内伊罗内
内伊罗内（義大利語：Neirone），是意大利热那亚省的一个市镇。总面积30.3平方公里，人口971人，人口密度32.0人/平方公里（2009年）。ISTAT代码为010041。